# Louise von Stedingk
Louise Regine Isabella grevinde von Stedingk, født Haxthausen (født 29. januar 1803 i Christiania, død 16. marts 1874 i Stockholm) var en dansk-norsk adelsdame og svensk overhofmesterinde.
Hun var datter af Frederik Gottschalck Haxthausen den yngre. Hun blev gift 1825 med grev Ludvig Ernst von Stedingk (1794-1875), som var generalløjtnant og overkammerherre.
Hun var overhofmesterinde hos dronning Desideria af Sverige.
Maria Röhl har tegnet hende 1835.